# Henrich Danckwardt
Henrich Danckwardt, född i början av 1670-talet, död, avrättad genom halshuggning, 16 september 1719 i Göteborg, var en svensk militär.

## Biografi
Henrich Danckwardt var son till vice presidenten i Reduktionskollegiet Henrik Danckwardt och Elisabet Clerck och sonson till Joachim Danckwardt. Han tjänstgjorde 9 år som page hos änkedrottning Hedvig Eleonora. År 1697 utnämndes han till fänrik vid Västgöta-Dals regemente under majoren Hugo Hamilton. När Hamilton blev chef för Smålands femmänningsregemente begärde han att få Danckwardt som kapten. Det var också han som låg bakom hans befordringsgång från major 1711 till överstelöjtnant 1712.
Efter debaclet vid Poltava flyttades Hamiltons regemente från Stockholm till Malmö, och deltog i slaget vid Helsingborg 1710. År 1712 följde Danckwardt sitt regemente till Göteborg. År 1716 blev han överste och kommendant för Karlstens fästning i Marstrand. När sedan Peder Tordenskjold attackerade Marstrand utsatte han Karlsten för krigslist och psykologisk krigföring. Fastän kommendanten kunde ställa upp 400 man mot fiendens 500 kapitulerade han den 15 juli 1719. Karlsten omdöptes till Kristiansten, och först den 12 november 1720 återlämnades fästningen till svenska trupper. Danckwardt dömdes till att mista liv, ära och gods. Bödeln Jonas Wessman var berusad och därför försenad. Danckwardt fick vänta relativt länge med huvudet på stupstocken. När skarprättaren väl kom fram skötte han jobbet uselt. Det första hugget var ej tillräckligt, varför han måste hugga en gång till. Sedan visade det sig att kistan var för kort.
Danckwardts officerskamrater dömdes senare av generalkrigsrätten till samma straff, men dessa benådades.